# Machala
Machala – miasto w południowo-zachodnim Ekwadorze, stolica prowincji El Oro i kantonu Machala. Zlokalizowane w pobliżu Zatoki Guayaquil na żyznych nizinach. Machalę zamieszkuje 230 901 osób (według spisu ludności z 2010 roku). Jest również czwartym co do wielkości miastem kraju. Miasto to zostało określone jako Bananowa Stolica Świata (hiszp. Capital Mundial del Banano).

## Ekonomia
Machala to centrum hadlowe skupione wokół rolnictwa. Najczęściej sprzedawanymi produktami są banany, kawa i kakao. Przedsiębiorstwa bananowe są szczególnie zorientowane na eksport i odgrywają ogromną rolę w gospodarce miasta. Banany transportowane są z pobliskiego Puerto Bolívar głównie do Ameryki Północnej.
Położenie geograficzne Machaly w pobliżu Guayaquil powoduje, że miasto to jest również istotnym węzłem komunikacyjnym. Wiele podróżnych podążających do Peru lub na północ do Guayaquil wybiera drogę przez Machalę. Nie wiadomo, czy sama Machala jest celem podróży wśród turystów na całym świecie, choć bliskość Pacyfiku pozycjonuje go w pobliżu plaż. 

## Orientacja
Machala jest zdominowana przez ogromne kościoły katolickie i Central Plaza. Hotel ten został wybudowany na początku 2000 roku i zawiera ogromną fontannę. W centrum miasta można spotkać ogromną ilość hoteli.
Las Brisas znajduje się prawie kilometr od centralnego placu i jest kolejnym popularnym miejscem w Machali. Jest to bogatsza dzielnica, która kiedyś była popularnym miejscem spędzania czasu lokalnych nastolatków, ale przemodelowanie La Zona Rosa, jak również zmniejszenie bezpieczeństwa strefy, spowodowały, że staje się ona coraz mniej popularna.
Miasto jest punktem zatrzymania się na drodze do pobliskiego Puerto Bolivar i Wysp Jambelí, do których można dostać się jedynie promem. Machala posiada małe lotnisko, które obecnie nie obsługuje lotów.

## Edukacja
Machala ma dwa uniwersytety: Universidad Técnica de Machala i UTSAM (Universidad Tecnologica San Antonio de Machala).
W mieście istnieje wiele szkół prywatnych i jedno publiczne liceum – Colegio 9 De Octubre.